# بوکمپ-لو-ویو
بوکمپ-لو-ویو (به فرانسوی: Beaucamps-le-Vieux) یک کمون (فرانسه) در فرانسه است که در canton of Hornoy-le-Bourg واقع شده‌است. بوکمپ-لو-ویو ۵٫۰۲ کیلومتر مربع مساحت دارد ۱۸۹ متر بالاتر از سطح دریا واقع شده‌است.